# Megachile browni
Megachile browni är en biart som beskrevs av Mitchell 1934. Megachile browni ingår i släktet tapetserarbin, och familjen buksamlarbin. Inga underarter finns listade i Catalogue of Life.